# Дополнительные выборы в Сенат США (Оклахома, 2022)
Дополнительные выборы в Сенат США от штата Оклахома по замещению мандата Джима Инхофа, который намерен покинуть свою должность по завершении работы 117-го Конгресса 3 января 2023 года. Впервые он был избран на специальных выборах 1994 года с 55% голосов, сменив ушедшего в отставку сенатора-демократа Дэвида Борена. Инхоф победил на переизбрании на пятый полный срок в 2020 году, набрав 63% голосов. Днём голосования объявлено 8 ноября 2022 года.
Бывший член Палаты представителей США Кендра Хорн стала выдвиженцем от Демократической партии, в то время как внутрипартийные выборы Республиканской партии состоялись 28 июня 2022 года. По результатам второго тура, прошедшего 23 августа, победу одержал Маркуэйн Маллин. По результатам всеобщих выборов победу одержал Маллин.

## Праймериз Республиканской партии
25 февраля 2022 года Джима Инхофа объявил, что покинет свой пост по завершении работы 117-го Конгресса США, в связи с чем были назначены внеочередные выборы.
Люк Холланд, бывший глава администрации Инхофа, объявил о запуске кампании в тот же день, заручившись поддержкой уходящего сенатора. На следующий день Маркуэйн Маллин, член Палаты представителей от 2-го округа Оклахомы, заявил о начале предвыборной кампании. Позднее сенатор Оклахомы Натан Дам переключил свою кампанию с борьбы за место сенатора III класса на специальные выборы. 8 марта бывший глава администрации Совета национальной безопасности США Алекс Грей объявил о запуске предвыборной кампании. 11 марта бывший спикер Палаты представителей Оклахомы Тахрохон Шеннон официально заявил о вступлении в гонку за Сенат. 15 апреля Скотт Прюитт подал заявку на участие в выборах.

### Кандидаты

#### Номинант
- Маркуэйн Маллин — сантехник, член Палаты представителей от 2-го округа Оклахомы (с 2013 года)[6]

#### Участники второго тура
- Тахрохон Шеннон[англ.] — спикер Палаты представителей Оклахомы[англ.] (2013—2014), член Палаты представителей Оклахомы (2007—2015), кандидат в Сенат США (2014)[11]

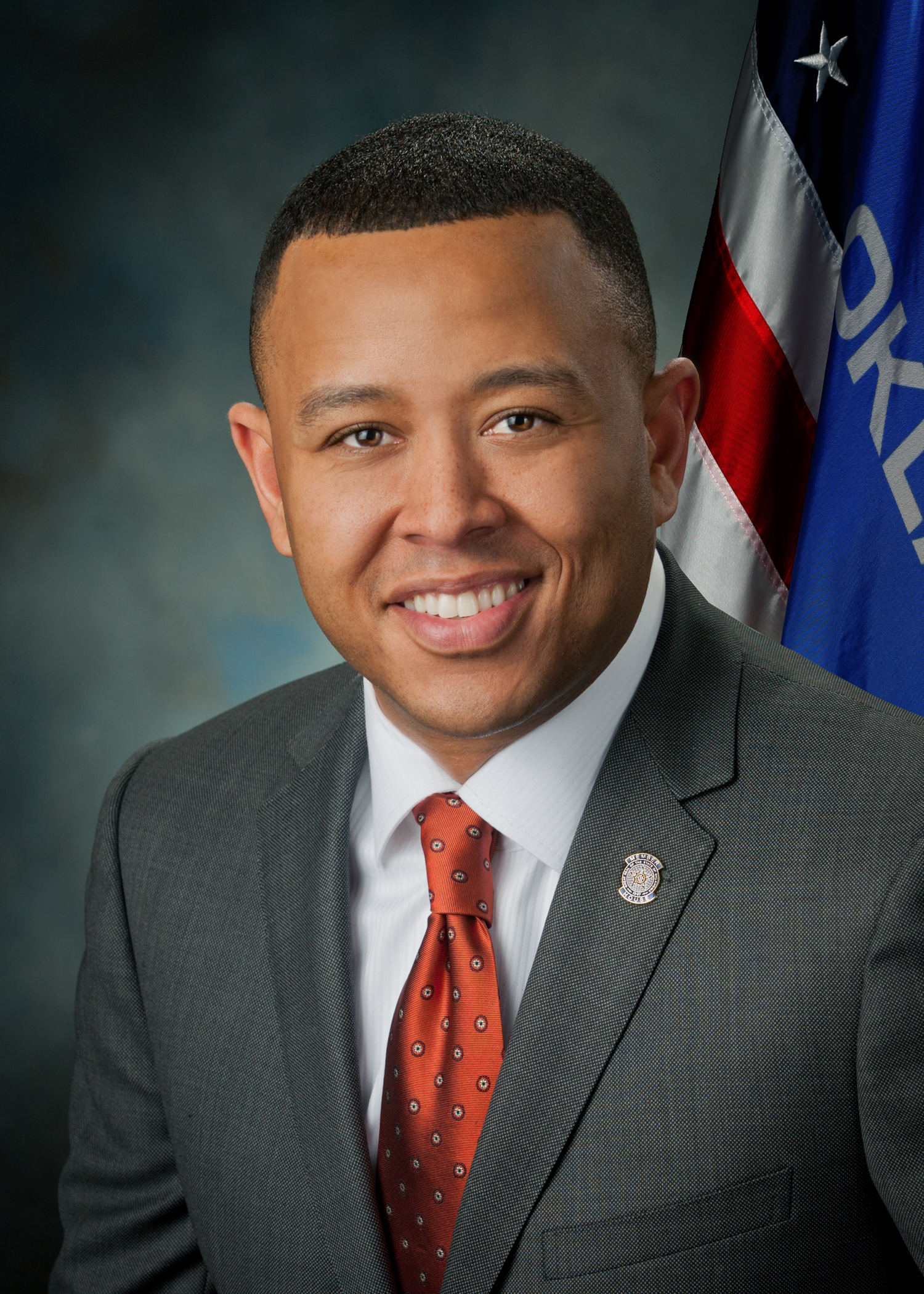
Тахрохон Шеннон[англ.]

#### Участники праймериз
- Джессика Джин Гаррисон — писатель, диетолог, дочь бывшего сенатора Оклахомы Эрла Гаррисона[англ.][12][13]
- Рэнди Греллнер — врач[14]
- Натан Дам[англ.] — сенатор Оклахомы[англ.] (с 2013 года), кандидат в Палату представителей США (2010)[7]
- Майкл Койбион[12]
- Лаура Морено[12]
- Скотт Прюитт — 14-й администратор Агентства по охране окружающей среды (2017—2018), 17-й генеральный прокурор Оклахомы[англ.] (2011—2017)[10]
- Пол Ройс[12]
- Джон Томпкинс — врач[14]
- Люк Холланд — бывший глава администрации Джима Инхофа[15]
- Адам Холли[12]

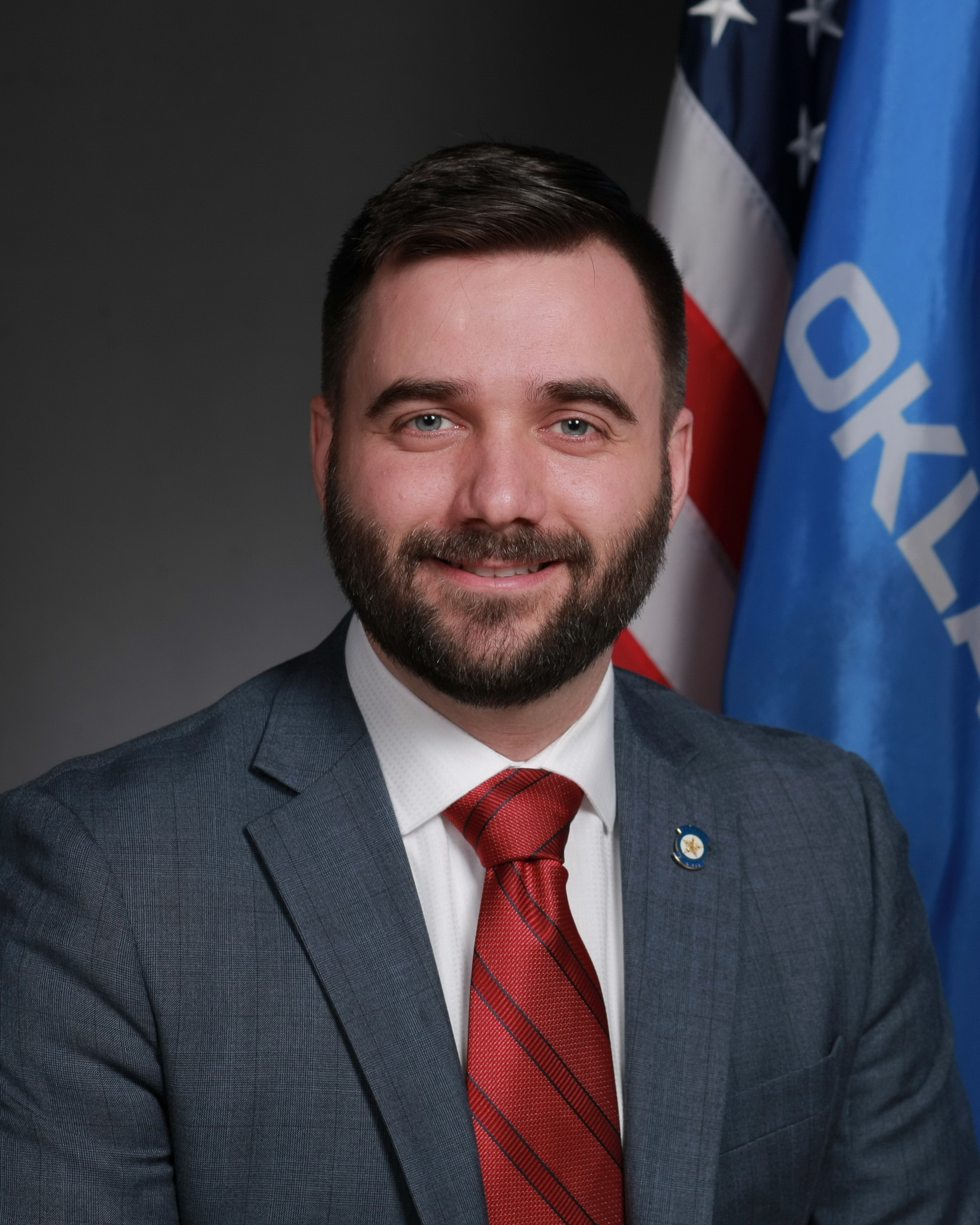
Натан Дам[англ.]
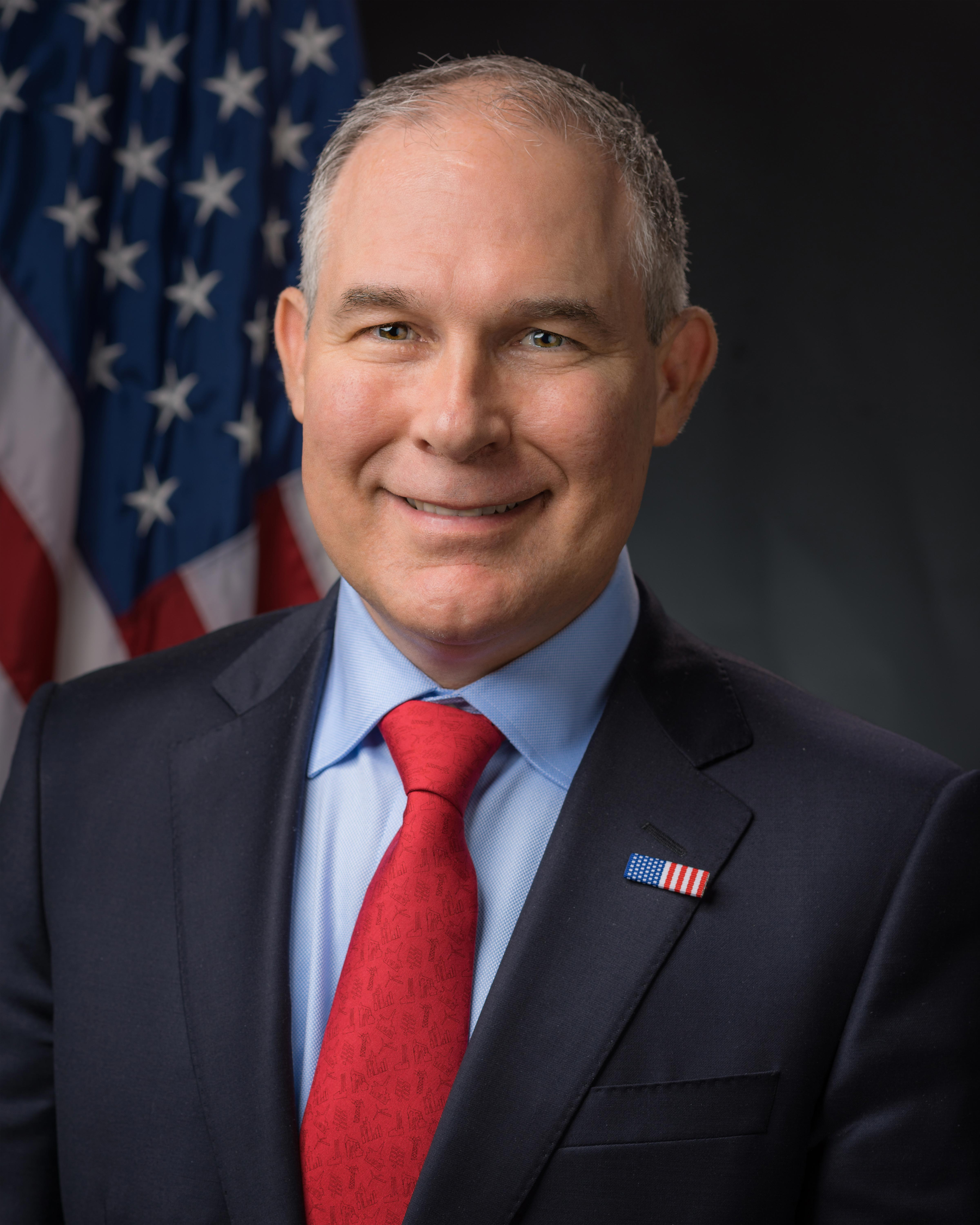
Скотт Прюитт

#### Снявшиеся с выборов
- Алекс Грей — бывший глава администрации Совета национальной безопасности США (поддержал Холланда)[8]

#### Отказавшиеся от выдвижения
- Стефани Байс[англ.] — член Палаты представителей от 5-го округа Оклахомы (с 2021 года) (переизбирается)[2]
- Джим Брайденстайн — 13-й администратор НАСА (2018—2021), член Палаты представителей от 1-го округа Оклахомы (2013—2018)[16]
- Пол Весселхофт[англ.] — член Палаты представителей Оклахомы[англ.] (2004—2016)[17]
- Джордж Байнум[англ.] — мэр Талсы (с 2016 года)[7]
- Гентнер Драммонд — адвокат (баллотируется на пост генерального прокурора штата)[18]
- Джексон Ламейер — пастор церкви Шеридан, бывший координатор Евангелистской ассоциации Билли Грэма[англ.] в Оклахоме, бывший директор крестового похода «Христос для всех народов» (баллотируется на место сенатора 3-го класса)[19]
- Фрэнк Лукас[англ.] — член Палаты представителей от 3-го округа Оклахомы (с 2003 года) (переизбирается)[5]
- Кайл Маккартер[англ.] — посол США в Кении[англ.] (2019—2021)[20]
- Чарльз Макколл[англ.] — спикер Палаты представителей Оклахомы[англ.] (с 2017 года)[16]
- Джон О'Коннор[англ.] — генеральный прокурор Оклахомы[англ.] (с 2021 года) (переизбирается)[16]
- Мэтт Пиннелл[англ.] — вице-губернатор Оклахомы[англ.] (с 2019 года) (переизбирается)[21]
- Кевин Ститт — губернатор Оклахомы (с 2019 года) (переизбирается)[22]
- Грег Трет[англ.] — временный председатель Сената Оклахомы[англ.] (с 2019 года)[23]
- Юлиус Уоттс[англ.] — член Палаты представителей от 4-го округа Оклахомы (1995—2003)[11]
- Кевин Херн[англ.] — член Палаты представителей от 1-го округа Оклахомы (с 2018 года) (переизбирается)[24]
- Трент Шорс[англ.] — прокурор Северного округа Оклахомы (2017—2021)[18]

### Дебаты
Первые дебаты избирательного цикла были проведены Федерацией республиканцев колледжа Оклахомы 26 марта в Оклахома-Сити.
| 1 | 26 марта 2022 | Федерация республиканцев колледжа Оклахомы | Н/Д |  | A | A | У | У | У | A |
| 2 | 9 июня 2022   | News on 6                                  | Н/Д |  | У | A | У | A | У | У |
| 3 | 22 июня 2022  | News on 6                                  | Н/Д |  | У | A | У | A | У | У |

### Опросы
| Источник опроса      | Период проведения       | Размер выборки | Уровень погрешности | Майкл Койбион | Натан Дам | Джессика Гаррисон | Алекс Грей | Рэнди Греллнер | Люк Холланд | Адам Холли | Лаура Морено | Маркуэйн Маллин | Скотт Прюитт | Пол Ройс | Тахрохон Шеннон | Джон Томпкинс | Другие/ Неопределившиеся |
| -------------------- | ----------------------- | -------------- | ------------------- | ------------- | --------- | ----------------- | ---------- | -------------- | ----------- | ---------- | ------------ | --------------- | ------------ | -------- | --------------- | ------------- | ------------------------ |
| SoonerPoll           | 13–21 июня 2022         | 350 (ПИ)       | ±5,2%               | –             | 8%        | –                 | 2%         | 1%             | 5%          | –          | –            | 39%             | 2%           | –        | 13%             | –             | 30%                      |
| Amber Integrated (R) | 6–9 июня 2022           | 400 (ПИ)       | ±4,9%               | 0%            | 5%        | 3%                | 0%         | 1%             | 4%          | 0%         | 0%           | 38%             | 6%           | 0%       | 19%             | 0%            | 22%                      |
| SoonerPoll           | 25 апреля – 11 мая 2022 | 306 (ПИ)       | ±5,6%               | 0%            | 6%        | 0%                | 0%         | 1%             | 3%          | 1%         | 0%           | 38%             | 3%           | 0%       | 16%             | 0%            | 31%                      |
| Amber Integrated (R) | 24–27 марта 2022        | 455 (ПИ)       | ±4,6%               | –             | 6%        | –                 | 1%         | –              | 2%          | –          | –            | 39%             | –            | –        | 14%             | –             | 38%                      |

### Результаты

Результаты по округам:

| Кандидат | Кандидат               | Партия          | Голосов | %     |
| -------- | ---------------------- | --------------- | ------- | ----- |
|          | Маркуэйн Маллин        | Республиканская | 156 087 | 43,62 |
|          | Тахрохон Шеннон        | Республиканская | 62 746  | 17,53 |
|          | Натан Дам              | Республиканская | 42 673  | 11,93 |
|          | Люк Холланд            | Республиканская | 40 353  | 11,28 |
|          | Скотт Прюитт           | Республиканская | 18 052  | 5,05  |
|          | Рэнди Греллнер         | Республиканская | 15 794  | 4,41  |
|          | Лаура Морено           | Республиканская | 6597    | 1,84  |
|          | Джессика Джин Гаррисон | Республиканская | 6114    | 1,71  |
|          | Алекс Грей             | Республиканская | 3063    | 0,86  |
|          | Джон Томпкинс          | Республиканская | 2332    | 0,65  |
|          | Адам Холли             | Республиканская | 1873    | 0,52  |
|          | Майкл Койбион          | Республиканская | 1261    | 0,35  |
|          | Пол Ройс               | Республиканская | 900     | 0,25  |
| Всего    | Всего                  | Всего           | 357 845 | 100   |

### Второй тур

#### Дебаты
| 1 | 2 августа 2022 | News on 6 | Н/Д | 1 | У | У |

#### Опросы
| Источник опроса          | Период проведения        | Размер выборки | Уровень погрешности | Маркуэйн Маллин | Тахрохон Шеннон | Неопределившиеся |
| ------------------------ | ------------------------ | -------------- | ------------------- | --------------- | --------------- | ---------------- |
| SoonerPoll               | 11–17 августа 2022       | 322 (ПИ)       | ±5,4%               | 53%             | 47%             | 0%               |
| Amber Integrated (R)     | 11–15 августа 2022       | 684 (ПИ)       | ±3,8%               | 49%             | 31%             | 20%              |
| Battleground Connect (R) | 31 июля – 1 августа 2022 | 800 (ПИ)       | ±3,7%               | 46%             | 38%             | 16%              |
| SoonerPoll               | 25 июля — 1 августа 2022 | 383 (ПИ)       | ±5,0%               | 63%             | 35%             | 1%               |

#### Результаты второго тура

Результаты по округам:

| Кандидат | Кандидат        | Партия          | Голосов | %     |
| -------- | --------------- | --------------- | ------- | ----- |
|          | Маркуэйн Маллин | Республиканская | 183 118 | 65,08 |
|          | Тахрохон Шеннон | Республиканская | 98 246  | 34,92 |
| Всего    | Всего           | Всего           | 281 364 | 100   |

## Демократическая партия
Бывшая конгрессвумен Палаты представителей Кендра Хорн стала единственным членом партии, подавшим заявку на участие в выборах, вследствие чего автоматически получила партийную номинацию.

## Всеобщие выборы

### Предвыборная статистика
Обозначения:
- Р — равенство
- НП — небольшое преимущество
- ДП — достаточное преимущество
- СП — существенное, но преодолимое преимущество
- ОП — огромное преимущество

| Источник                  | Рейтинг | По состоянию на: |
| ------------------------- | ------- | ---------------- |
| The Cook Political Report | ОП (Р)  | 22 сентября 2022 |
| Inside Elections          | ОП (Р)  | 23 сентября 2022 |
| Sabato's Crystal Ball     | ОП (Р)  | 31 августа 2022  |
| Politico                  | ОП (Р)  | 5 сентября 2022  |
| RealClearPolitics         | ОП (Р)  | 20 сентября 2022 |
| Fox News                  | ОП (Р)  | 20 сентября 2022 |
| DDHQ                      | ОП (Р)  | 12 сентября 2022 |
| 538                       | ОП (Р)  | 22 сентября 2022 |
| The Economist             | ОП (Р)  | 15 сентября 2022 |

### Опросы
Агрегированный источник
| Источник | Период                     | По состоянию на | Маркуэйн Маллин (Р) | Кендра Хорн (Д) | Другие | Преимущество |
| -------- | -------------------------- | --------------- | ------------------- | --------------- | ------ | ------------ |
| 270towin | 11 октября — 7 ноября 2022 | 7 ноября 2022   | 53,0%               | 39,8%           | 7,2%   | Маллин +13,2 |

Графическое представление
| Источник опроса      | Период проведения            | Размер выборки | Уровень погрешности | Маркуэйн Маллин (Р) | Кендра Хорн (Д) | Другие/Неопределившиеся |
| -------------------- | ---------------------------- | -------------- | ------------------- | ------------------- | --------------- | ----------------------- |
| Ascend Action (R)    | 5–6 ноября 2022              | 682 (ПИ)       | ±3,8%               | 53%                 | 41%             | 7%                      |
| Amber Integrated (R) | 26–28 октября 2022           | 501 (ПИ)       | ±4,4%               | 52%                 | 41%             | 6%                      |
| Emerson College      | 25–28 октября 2022           | 1000 (ПИ)      | ±3,0%               | 56%                 | 35%             | 9%                      |
| Emerson College      | 25–28 октября 2022           | 1000 (ПИ)      | ±3,0%               | 59%                 | 36%             | 5%                      |
| Ascend Action (R)    | 24–28 октября 2022           | 749 (ПИ)       | ±3,6%               | 47%                 | 41%             | 12%                     |
| Amber Integrated (R) | 13–15 октября 2022           | 500 (ПИ)       | ±4,4%               | 52%                 | 39%             | 8%                      |
| Ascend Action (R)    | 10–12 октября 2022           | 638 (ПИ)       | ±3,9%               | 50%                 | 39%             | 11%                     |
| SoonerPoll           | 3–6 октября 2022             | 301 (ПИ)       | –                   | 51%                 | 42%             | 7%                      |
| Amber Integrated (R) | 19–21 сентября 2022          | 500 (ПИ)       | ±4,4%               | 50%                 | 39%             | 11%                     |
| SoonerPoll           | 2–7 сентября 2022            | 402 (ПИ)       | ±4,9%               | 52%                 | 40%             | 8%                      |
| Echelon Insights     | 31 августа – 7 сентября 2022 | 522 (ЗИ)       | ±6,3%               | 58%                 | 28%             | 13%                     |

### Результаты
| Кандидат | Кандидат        | Партия               | Голосов   | %     |
| -------- | --------------- | -------------------- | --------- | ----- |
|          | Маркуэйн Маллин | Республиканская      | 710 643   | 61,77 |
|          | Кендра Хорн     | Демократическая      | 405 389   | 35,24 |
|          | Роберт Мёрфи    | Либертарианская      | 17 386    | 1,51  |
|          | Рэй Вудс        | Независимый кандидат | 17 063    | 1,48  |
| Всего    | Всего           | Всего                | 1 150 481 | 100   |